# Танкред Ібсен
Танкред Ібсен (норв. Tancred Ibsen, 11 липня 1893, Гаусдал — 4 грудня 1978, Осло) — норвезький армійським офіцер, пілот, режисер і сценарист.

## Кар'єра пілота
У 1917 році Танкрад Ібсен розпочав свою кар'єру пілота на службі Норвезької армії і спершу проходив підготовку в аеропорту Кєллер.
Не задоволений своєю військовою кар'єрою, він заснував першу цивільну авіабудівну компанію A / S Aero у 1920 році. Допомагав з фінансами йому його дядько, бізнесмен Ейнар Бьёрнсон і двоє судоплавних власники. Компанія була успішною, але притому залишалась невиликою, Ібсен продовжив працювати пілотом. Та згодом втомився від своєї діяльності в A / S Aero. А потім компанія стала частиною авіаційного заводу в Тонсбергу, A / S Norske Aeroplanfabrik. (Коли ця компанія пізніше збанрутувала, були знайдені документи, що A / S Aero ніколи не була офіційно зареєстрованою як акціонерне товариство, залишаючи Ібсена особисто відповідальним за значні борги які він вдало відрегуляв.)

## Кар'єра режисера
У 1923—1926 роках працював в Голівуді асистентом режисера Віктора Шестрема і був сценаристом. Був одружений з танцівницею та актрисою Ліллібіл Ібсен. Його син Танкрад Ібсен-молодший (1921—2015) був норвезьким дипломатом.
Поїздка у 1923 році в Нью-Йорк і написання надихнула Ібсена на початок зйомки фільмів. Він провів наступні два роки в Лос-Анджелесі, працюючи в Metro Goldwyn Mayer як майстер, електрик, і, нарешті, у відділі написання сценарію.
Поверненувшись до Норвегії Івсен деб'ютував у 1931 році першим у Норвегії звуковим фільмом «Den store barnedåpen» («Велике Хрещення»). У 1930-х роках він був другим за успішнісию режисером у кіноіндустрії країни після Лейфа Сіндінга. Ібсен знімав звичайні мелодрами які були подібні до голлівудських фільмів. У 1940 році він повернувся на активну військову службу і брав участь у Операція Вазерюбунг. У Окупаційній Норвегії він продовжив знімати фільми з 1942 року.
У 1931 році зняв перший норвезький звуковой фільм «Велике хрещення». Його режисерське мистецтво развивалось під впливом шведської класичної школи кіно. Його найвідомішими фільмами є: «Сюнневе Сульбаккен» (по однойменій п'єсі Б. Бьернсона, 1934), «Бродяга» (1937), «Двоє живих і один померший» (1937), «Бордсен» (1939). В 40-50-ті роки знімав шикарні, але малосмислові комедії або кримінальні бойовики. Винятками були фільми: «Таємнича випадковість» (1948) і «Друзі» (1959). У 1964 р. екранізував п'єсу «Дика качка» Г. Ібсена.
Після війни Ібсен взявся реалізовувати проект «To mistenkelige personer» («Дві підозрілі особи») що базувався на книзі Гунара Ларсена 1933 року про реальне вбивство 1926 року. Завершений фільм був заборонений Верховним судом Норвегії, виходячи з права на конфіденційність деякі дійові реальному житті, ще живі.

## Друга світова війна
17 серпня 1943 року Ібсен був заарештований німецькими окупантами Норвегії під час Другої світової війни 17 серпня 1943 року. Він був ув'язнений у Люхенвальді до того часу, поки не був звільнений із табору.

## Особисте життя

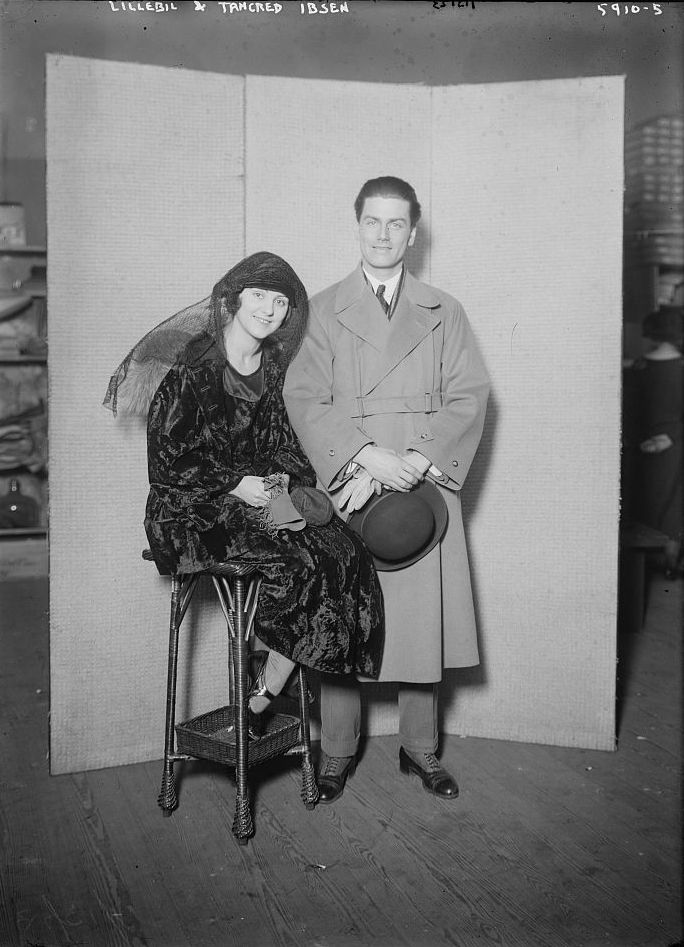
Лілебі Ібсен і Танкред Ібсен в США.

Ібсен був сином Сігурда Ібсена, а також внуком Генріка Ібсена та лауреата Нобелівської премії Б'єрнстьєрне Б'єрнсона. Він одружився з танцівницею та актрисою Лілібі Ібсен у 1919 році і залишався з нею до своєї смерті в 1978 році. Його син [Танкред Ібсен мол.] (1921—2015) був норвезьким дипломатом.
У 1976 році випустив автобіографію, яка отримала назву «Хочете вірте або не вірте».

## Не повна фільмографія
- 1931 — Велике хрещення (режисер)
  - The first Norwegian talkie[3]
- 1933 — Людина з Бромсу (1933 фільм) (Сцегарист, режисер)
- 1934 — Вгору з головою (сценарист, режисер), його дружини Лілібі Ібсен знімалась у ньому
- 1934 — Synnøve Solbakken (Рижисер), базується на романі Б'йорсте Б'йорсона
- 1935 — Можливо Джентльмен (режисер)
- 1935 — Ти обіцяв мені дружину! (сценарист, режисер, продюсер)
- 1936 — Ми одружилися? (Режисер)
- 1936 — Stackars miljonärer (Режисер)
- 1936 — Spöket on Bragehus (Режисер)
- 1937 — Fant (режисер)
- 1937 — Д (Режисер, сценарист, продюсер)
- 1939 — Valfångare (Режисер)
- 1939 — Gjest Baardsen (Сценарист, Режисер)
- 1940 — Tørres Snørtevold (Режисер)
- 1942 — Небезпечна гра (1942 фільм) (Режисер)
- 1948 — Особисті апартаменти (Сценарист, Режисер)
- 1950 — To mistenkelige personer (Writer, Director)
  - Forbidden to be shown in public by the Supreme Court of Norway in 1952, legalized and published in 2007[4]
- 1960 — Venner (Режисер)
- 1963 — Дика Качка (Режисер), написаний твір Генріком Ібсеном